# Baugenossenschaft Wiederaufbau
Die 1951 gegründete Baugenossenschaft ›Wiederaufbau‹ eG ist eine Wohnungsbaugenossenschaft mit Sitz in Braunschweig. Sie ist mit rund 17.700 Genossenschaftsmitgliedern und rund 9.100 Wohnungen im südöstlichen Niedersachsen und angrenzenden Sachsen-Anhalt das größte genossenschaftlich organisierte Wohnungsunternehmen Niedersachsens und eines der größten in der Bundesrepublik Deutschland.

## Unternehmen

### Geschichte
Die Baugenossenschaft ›Wiederaufbau‹ eG wurde am 30. Mai 1951 in Braunschweig gegründet. Der satzungsgemäße Zweck der Genossenschaft ist die Förderung ihrer Mitglieder vorrangig durch eine gute, sichere und sozial verantwortbare Wohnungsversorgung.
Die Genossenschaft kann Bauten in allen Rechts- und Nutzungsformen bewirtschaften, einrichten, erwerben, vermitteln, veräußern und betreuen; sie kann alle im Bereich der Wohnungs- und Immobilienwirtschaft, des Städtebaus und der Infrastruktur anfallenden Aufgaben übernehmen (s. Satzung §2).
Die Nutzung einer Genossenschaftswohnung ebenso wie die Inanspruchnahme von Betreuungs-/ Dienstleistungen stehen in erster Linie Mitgliedern der Genossenschaft zu. (s. Satzung §13)
Die Genossenschaft betreibt seit 2006 eine Spareinrichtung, in der ausschließlich von ihren Mitgliedern und deren Angehörigen Einlagen angenommen werden. Wohnungsgenossenschaften mit Spareinrichtung sind Wohnungsunternehmen, die von der Bundesanstalt für Finanzdienstleistungsaufsicht (BaFin) eine Bankerlaubnis zur Hereinnahme von Spareinlagen haben. Die Spareinlagen werden ausschließlich im eigenen Wohnungsbestand und nicht zur Kreditvergabe an Dritte eingesetzt.
Der Wohnungsbestand von knapp 9.100 Wohneinheiten verteilt sich über ein Gebiet von Braunschweig, Wolfenbüttel, Salzgitter, Goslar, Bad Harzburg, Seesen, Quedlinburg bis nach Calbe (Saale). Der Schwerpunkt des Wohnungsbestandes ist in Braunschweig.

### Organe
Der Genossenschaft gehören derzeit rund 17.700 Mitglieder an (Stand: 31. Dezember 2021). Vorsitzender des Aufsichtsrates: Christoph Schmitz; Vorstand: Florian Bernschneider, Torsten Böttcher und Heinz-Joachim Westphal.

### Standorte
Neben dem Hauptsitz in Braunschweig unterhält die Genossenschaft noch weitere Geschäftsstellen an den Standorten Goslar, Bad Harzburg, Seesen, Wolfenbüttel, Halberstadt und Calbe.

## Ausbildung
Die Baugenossenschaft ›Wiederaufbau‹ eG bildet das Berufsbild Immobilienkauffrau/ -mann aus. Die Ausbildung erfolgt im dualen System mit Blockunterricht in Bochum über drei Jahre.